# Filip Holender
Filip Holender (in serbo Филип Холендер?; Kragujevac, 27 luglio 1994) è un calciatore serbo naturalizzato ungherese, centrocampista svincolato.

## Biografia
Nato a Kragujevac, nell'ex Jugoslavia, dal 2014, grazie alle origini di suo nonno, ha la naturalizzazione ungherese, diventando a tutti gli effetti cittadino magiaro.

## Caratteristiche tecniche
È un'ala sinistra abile in fase di spinta e con il buon fiuto del gol, può ricoprire anche i ruoli di ala destra e di trequartista.

## Carriera

### Club
Muove i primi passi nel Radnički Kragujevac, club della sua città. Nel 2009 passa all'Honvéd dove fa tutta la trafila partendo dalle giovanili riuscendo a giocare anche due edizioni del Torneo di Viareggio (nel 2012 e nel 2013). Nella stagione 2012-13 si è alternato tra squadra riserve, con cui riesce a mettere a segno un gol in 6 presenze, e prima squadra, dove Marco Rossi lo fa esordire, anche per via della politica del club di puntare sui giovani, il 13 ottobre 2012 nella partita della Coppa di Lega vinta per 2-0 conto l'Haladás, mentre in campionato esordisce alla diciannovesima giornata nella partita esterna vinta per 3-0 ai danni del Paks dell'8 marzo entrando al 62' al posto di Souleymane Diaby. Per i primi gol con la maglia rossonera bisogna attendere la stagione successiva, dove parte titolare, e al debutto in Europa League segna una doppietta ripetendosi nella partita di ritorno dove aiuta la propria squadra nella vittoria per 9-0 ed al passaggio del turno preliminare. In campionato invece il suo primo timbro avviene alla sesta giornata in occasione della vittoria esterna per 4-0 al Kaposvár; nel corso della stagione resterà come titolare inamovibile nello scacchiere della squadra, divenendo una pedina fondamentale del centrocampo rossonero. Il 27 maggio 2017, dopo aver vinto lo scontro al vertice per 1-0 contro il Videoton, si laurea insieme al resto della squadra campione d'Ungheria. Alla fine della stagione 2018-19, dopo dieci anni trascorsi con il club di Kispest e 185 partite e 44 reti, accetta la proposta del Lugano.

### Nazionale
Dopo la naturalizzazione, dal 2014 al 2016 è stato convocato saltuariamente con la nazionale Under-21 con cui ha all'attivo 4 presenze. Dal 2018, con il cambio di allenatore, viene chiamato da Marco Rossi, suo tecnico ai tempi dell'Honvéd, in nazionale maggiore, facendo il suo esordio il 18 novembre contro la Finlandia. Segna il suo primo gol il 5 settembre nella sconfitta esterna contro il Montenegro.

## Statistiche

### Presenze e reti nei club
Statistiche aggiornate al 29 luglio 2022.
| Stagione        | Squadra         | Campionato      | Campionato | Campionato | Coppe nazionali | Coppe nazionali | Coppe nazionali | Coppe continentali | Coppe continentali | Coppe continentali | Altre coppe | Altre coppe | Altre coppe | Totale | Totale |
| Stagione        | Squadra         | Comp            | Pres       | Reti       | Comp            | Pres            | Reti            | Comp               | Pres               | Reti               | Comp        | Pres        | Reti        | Pres   | Reti   |
| --------------- | --------------- | --------------- | ---------- | ---------- | --------------- | --------------- | --------------- | ------------------ | ------------------ | ------------------ | ----------- | ----------- | ----------- | ------ | ------ |
| 2012-2013       | Honvéd II       | NBII            | 6          | 1          | -               | -               | -               | -                  | -                  | -                  | -           | -           | -           | 6      | 1      |
| 2012-2013       | Honvéd          | NBI             | 5          | 0          | MK+MLK          | 0+1             | 0+0             | UEL                | 0                  | 0                  | -           | -           | -           | 6      | 0      |
| 2013-2014       | Honvéd          | NBI             | 23         | 3          | MK+MLK          | 3+4             | 1+0             | UEL                | 3                  | 3                  | -           | -           | -           | 33     | 7      |
| 2014-2015       | Honvéd          | NBI             | 20         | 3          | MK+MLK          | 2+2             | 0+0             | -                  | -                  | -                  | -           | -           | -           | 24     | 3      |
| 2015-2016       | Honvéd          | NBI             | 28         | 2          | MK              | 2               | 1               | -                  | -                  | -                  | -           | -           | -           | 30     | 3      |
| 2016-2017       | Honvéd          | NBI             | 27         | 2          | MK              | 4               | 3               |                    | -                  | -                  | -           | -           | -           | 31     | 5      |
| 2017-2018       | Honvéd          | NBI             | 22         | 4          | MK              | 7               | 1               | UCL                | 0                  | 0                  | -           | -           | -           | 29     | 5      |
| 2018-2019       | Honvéd          | NBI             | 33         | 16         | MK              | 5               | 3               | UEL                | 4                  | 2                  | -           | -           | -           | 42     | 21     |
| Totale Honvéd   | Totale Honvéd   | Totale Honvéd   | 158        | 30         |                 | 30              | 9               |                    | 7                  | 5                  |             | -           | -           | 185    | 44     |
| 2019-2020       | Lugano          | SL              | 27         | 5          | CS              | 2               | 2               | UEL                | 5                  | 0                  | -           | -           | -           | 34     | 7      |
| Ago.2020        | Lugano          | SL              | 2          | 0          | CS              | 0               | 0               | -                  | -                  | -                  | -           | -           | -           | 2      | 0      |
| Totale Lugano   | Totale Lugano   | Totale Lugano   | 29         | 5          |                 | 2               | 2               |                    | 5                  | 0                  |             | -           | -           | 36     | 7      |
| 2020-2021       | Partizan        | SL              | 26         | 9          | CS              | 3               | 0               | -                  | -                  | -                  | -           | -           | -           | 29     | 9      |
| 2021-2022       | Partizan        | SL              | 17         | 3          | CS              | 0               | 0               | UECL               | 12                 | 0                  | -           | -           | -           | 29     | 3      |
| Totale Partizan | Totale Partizan | Totale Partizan | 43         | 12         |                 | 3               | 0               |                    | 12                 | 0                  |             | -           | -           | 68     | 12     |
| Totale carriera | Totale carriera | Totale carriera | 210        | 39         |                 | 32              | 11              |                    | 24                 | 5                  |             | -           | -           | 266    | 55     |

### Cronologia presenze e reti in nazionale
| Cronologia completa delle presenze e delle reti in nazionale ― Ungheria | Cronologia completa delle presenze e delle reti in nazionale ― Ungheria | Cronologia completa delle presenze e delle reti in nazionale ― Ungheria | Cronologia completa delle presenze e delle reti in nazionale ― Ungheria | Cronologia completa delle presenze e delle reti in nazionale ― Ungheria | Cronologia completa delle presenze e delle reti in nazionale ― Ungheria | Cronologia completa delle presenze e delle reti in nazionale ― Ungheria | Cronologia completa delle presenze e delle reti in nazionale ― Ungheria |
| Data                                                                    | Città                                                                   | In casa                                                                 | Risultato                                                               | Ospiti                                                                  | Competizione                                                            | Reti                                                                    | Note                                                                    |
| ----------------------------------------------------------------------- | ----------------------------------------------------------------------- | ----------------------------------------------------------------------- | ----------------------------------------------------------------------- | ----------------------------------------------------------------------- | ----------------------------------------------------------------------- | ----------------------------------------------------------------------- | ----------------------------------------------------------------------- |
| 18-11-2018                                                              | Budapest                                                                | Ungheria                                                                | 2 – 0                                                                   | Finlandia                                                               | UEFA Nations League 2018-2019 - 1º turno                                | -                                                                       | 54’                                                                     |
| 21-3-2019                                                               | Trnava                                                                  | Slovacchia                                                              | 2 – 0                                                                   | Ungheria                                                                | Qual. Euro 2020                                                         | -                                                                       | 81’                                                                     |
| 11-6-2019                                                               | Budapest                                                                | Ungheria                                                                | 1 – 0                                                                   | Galles                                                                  | Qual. Euro 2020                                                         | -                                                                       | 59’                                                                     |
| 5-9-2019                                                                | Podgorica                                                               | Montenegro                                                              | 2 – 1                                                                   | Ungheria                                                                | Amichevole                                                              | 1                                                                       | 64’                                                                     |
| 9-9-2019                                                                | Budapest                                                                | Ungheria                                                                | 1 – 2                                                                   | Slovacchia                                                              | Qual. Euro 2020                                                         | -                                                                       | 85’                                                                     |
| 19-11-2019                                                              | Cardiff                                                                 | Galles                                                                  | 2 – 0                                                                   | Ungheria                                                                | Qual. Euro 2020                                                         | -                                                                       | 83’                                                                     |
| 3-9-2020                                                                | Sivas                                                                   | Turchia                                                                 | 0 – 1                                                                   | Ungheria                                                                | UEFA Nations League 2020-2021 - 1º turno                                | -                                                                       |                                                                         |
| 6-9-2020                                                                | Budapest                                                                | Ungheria                                                                | 2 – 3                                                                   | Russia                                                                  | UEFA Nations League 2020-2021 - 1º turno                                | -                                                                       |                                                                         |
| 8-10-2020                                                               | Sofia                                                                   | Bulgaria                                                                | 1 – 3                                                                   | Ungheria                                                                | Qual. Euro 2020                                                         | -                                                                       | 70’                                                                     |
| 11-10-2020                                                              | Belgrado                                                                | Serbia                                                                  | 0 – 1                                                                   | Ungheria                                                                | UEFA Nations League 2020-2021 - 1º turno                                | -                                                                       | 46’                                                                     |
| 14-10-2020                                                              | Mosca                                                                   | Russia                                                                  | 0 – 0                                                                   | Ungheria                                                                | UEFA Nations League 2020-2021 - 1º turno                                | -                                                                       | 46’                                                                     |
| 12-11-2020                                                              | Budapest                                                                | Ungheria                                                                | 2 – 1                                                                   | Islanda                                                                 | Qual. Euro 2020                                                         | -                                                                       | 72’                                                                     |
| 15-11-2020                                                              | Budapest                                                                | Ungheria                                                                | 1 – 1                                                                   | Serbia                                                                  | UEFA Nations League 2020-2021 - 1º turno                                | -                                                                       | 68’                                                                     |
| 18-11-2020                                                              | Budapest                                                                | Ungheria                                                                | 2 – 0                                                                   | Turchia                                                                 | UEFA Nations League 2020-2021 - 1º turno                                | -                                                                       | 74’ 78’                                                                 |
| 4-6-2021                                                                | Budapest                                                                | Ungheria                                                                | 1 – 0                                                                   | Cipro                                                                   | Amichevole                                                              | -                                                                       |                                                                         |
| 12-10-2021                                                              | Londra                                                                  | Inghilterra                                                             | 1 – 1                                                                   | Ungheria                                                                | Qual. Mondiali 2022                                                     | -                                                                       | 68’                                                                     |
| Totale                                                                  |                                                                         | Presenze                                                                | 16                                                                      |                                                                         | Reti                                                                    | 1                                                                       |                                                                         |

## Palmarès

### Club
- Campionato ungherese: 1

Honvéd: 2016-2017

### Individuale
- Capocannoniere della NBI: 1

2018-2019 (16 gol, a pari merito con Davide Lanzafame)